# Rákosi Ernő
Rákosi Ernő (Ernest Mazurák) (Igló, 1881. május 16. – Eperjes, 1973. június 15.) festőművész, oktató.

## Élete
Az eperjesi Magyar Királyi Főgimnáziumba járt, Szuchy Emil iskolatársa.
1899–1902-ben a budapesti Iparművészeti Főiskolán tanult, majd 1902–1904 között Bécsben, 1905–1909 között Münchenben alkotott. 1910-től Eperjesen élt.
Korai portréfestészete posztimpresszionista szemléletű, tájábrázolásában (többek között Sáros, Szepesség, Zemplén) a plein air érvényesül. A csehszlovákiai látványfestészet modern úttörője volt. Kedvelt témáit adták a régi városrészletek, figurális kompozícióihoz a népéletből merített ihletet.
Az eperjesi kórházban hunyt el. Szuchy M. Emil és Wágner József temettette el 1973. június 19-én eperjesi családi sírjába.
Életművét végrendeletileg a Csemadokra hagyta. 1974-ben az eperjesi kertes családi házat a Csemadok elcserélte egy kassai házra, ahol új járási és városi otthonra leltek és a helyi közösségépítést folytatni tudták. Örökségéről 1991-ben az Új Szó hasábjain sajtóvita folyt.
Művei többek között a Szlovák Nemzeti Galéria, a kassai Kelet-Szlovákiai Képtár (főként a Csemadok által örökölt hagyatékból) és az eperjesi galéria gyűjteményében találhatóak meg. Versei és naplója kéziratban maradtak, iratanyaga a Csemadok levéltárába, könyvtára Stószra a Fábry Házba került.

## Elismerései és emléke
- 1961 Kiváló Munkáért Érdemrend
- 2015 pozsonyi Csemadok díszterem[3]

## Művei
- Pri kolovrátku
- Pastier - Pásztor
- 1910 körül Pod stromami
- 1942 Kopanie zemiakov
- 1954 körül Bager
- 1955 körül Önarckép
- 1956 Pod Chočom